# Augustus Charles Gregory
Augustus Charles Gregory  (1 augustus 1819 – 25 juni 1905)  was een Australische ontdekkingsreiziger, geodeet en politicus. Hij was de oudere broer van Francis Thomas Gregory, eveneens ontdekkingsreiziger en politicus.

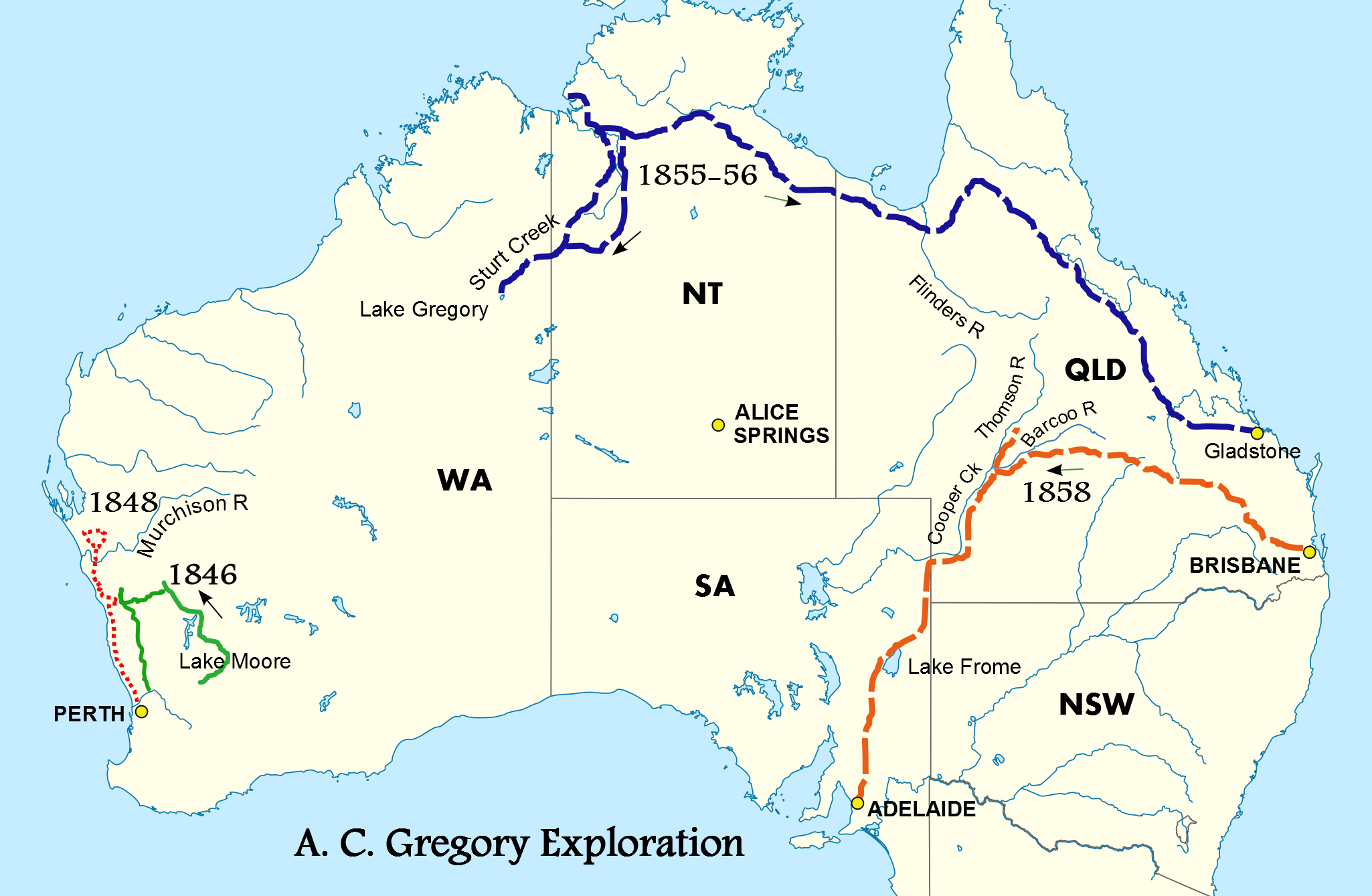
Kaart met Gregory's Australische verkenningstochten

## Vroege jaren
Gregory werd in 1819 in Farnsfield in Engeland geboren. Hij was de op een na oudste van vijf zonen uit het huwelijk tussen Joshua Gregory, luitenant in het 78e regiment, en Frances Churchman:
- Joshua William Gregory, 1815 –  1850
- Augustus Charles Gregory, 1819 –  1905
- Francis (Frank) Thomas Gregory, 1821 –  1888
- Henry Churcham Gregory, 1823
- Charles Frederick Gregory, 1825

Gregory kreeg les van private onderwijzers. Zijn vader geraakte gewond en aanvaardde in plaats van een pensioen een perceel grond in de nieuw op te richten kolonie aan de rivier de Swan. Het gezin arriveerde in 1829 aan boord van de Lotus, vier maanden na de stichting van de kolonie, in West-Australië.

## West-Australië
In de jaren 1830 werkte Gregory, samen met zijn broer Joshua William, als private landmeter. Vader Gregory stierf in 1838. In 1841 werd Gregory met behulp van zijn buurman, landmeter-generaal John Septimus Roe, op diens departement aangenomen. Hij ontwierp wegen en dorpssites en vergunde pastorale leases. Gregory werd bij het opmeten door zijn broers bijgestaan. Hij ontwierp ook een apparaat om het eerste draaiende licht op Rottnesteiland te bedienen.
Gregory kreeg in 1846 de leiding over zijn eerste expeditie. Met vier paarden en zeven weken proviand vertrok hij met zijn broers Francis Thomas en Henry Churcham om het gebied ten noorden van Perth te verkennen. Na 1.534 kilometer op 47 dagen afgelegd te hebben arriveerden ze terug in Perth. Ze ontdekten goede weidegrond en een kolenader langs de rivier Irwin.
De expeditie had indruk gemaakt en in 1848 werd Gregory door een groep kolonisten gevraagd om de rivier Gascoyne in kaart te brengen en naar meer weidegrond op zoek te gaan. Gregory verkende de rivier Murchison en vond er sporen van lood. Dit leidde tot het openstellen van het district Champion Bay en stichting van de stad Geraldton. Gregory ontwierp tot midden de jaren 1850 wegen en 'stock routes'. Hij bleef weidegrond en mineralen opsporen.

## Noord-Australië
In 1854 werd Gregory door de Britse koloniale overheid gevraagd een wetenschappelijke expeditie te leiden naar het noorden van Australië. Met 18 expeditieleden waaronder zijn broer Henry Churcham, botanicus Ferdinand von Mueller en nog enkele wetenschappers, vertrok hij in augustus 1855 vanuit Moreton Bay en bereikte een maand later het estuarium van de rivier Victoria. De expeditie verkende Sturt's Creek en de rivieren Elsey, Roper, Macarthur en de Leichhardt alvorens via de rivieren Flinders, Burdekin, Fitzroy en Burnett naar Brisbane te reizen. De tocht duurde 16 maanden. Men had meer dan 3.000 kilometer over water en 8.000 kilometer over land afgelegd.
Gregory werd in 1857 gevraagd de zoektocht naar de verdwenen Ludwig Leichhardt te leiden. Er werden enkele sporen, waaronder een in een boom gekerfde 'L', gevonden. De droogte noopte de expeditie echter terug te keren.

## Queensland
In 1859 werd Gregory tot commissaris voor het kroonland en landmeter-generaal van de nieuwe, van New South Wales afgescheiden, kolonie Queensland benoemd. Hij tekende de zuidgrens van Queensland. Gregory werd verantwoordelijk voor een gebied dat 1.700.000 km² groot was en verschillende klimaten kende. Er leefden slechts 12.000 mensen maar die hadden verschillende visies over landgebruik en landbezit. Hij beschikte bovendien niet over veel of goed opgeleide medewerkers. Gregory had te weinig geduld voor het administratieve proces en rekende op zijn ervaring, technisch vernuft en netwerk van ontdekkingsreizigers, landmeters, avonturiers en krakers (squatters).
Zijn sociale en politieke banden met de grote veeboeren, de 'Pure Merino's', kwamen tot uiting in zijn beslissingen. Zijn memorandum van 17 augustus 1867 gaf het grootste deel van de Darling Downs in handen van de grote veeboeren. Hoewel hij zelf onomkoopbaar was, had hij weinig oog voor de kleine boer en zag veel misbruiken door de vingers. In 1875 werd hij als landmeter-generaal vervangen door William Tully en werd vervolgens geologisch deskundige. Hij publiceerde vijf geologische verslagen over het zuiden van Queensland.
Op 10 november 1882 werd Gregory aangeduid om in het Hogerhuis (Legislative Council) te zetelen. Hij stond zeer kritisch tegenover de overheid en radicale sociale hervormingen. Gregory leunde aan bij de meest reactionaire fractie pastoralisten. Hij zetelde er tot zijn overlijden op 25 juni 1905. Gregory stierf ongehuwd, in zijn huis in Brisbane genaamd Rainworth, en werd begraven op het kerkhof van Toowong. Tijdens zijn leven was Gregory ook nog:
- lid van de vrijmetselarij vanaf 1855 en grootmeester van het district Queensland van 1863 tot 1905
- bestuurslid van het Queensland Museum van 1876 tot 1899
- lid van de Aborigines-commissie van 1876 tot 1883
- voorzitter van de Australasian Association for the Advancement of Science in 1895
- ere-bestuurslid van de Royal Geographical Society Queensland[2]
- een van de eerste leden van de Toowong Shire Council en in 1902, toen Toowong een 'town' werd, de eerste burgemeester[2]

## Nalatenschap
Gregory ontdekte de eerste steenkoolader en een belangrijke loodmijn in West-Australië.
In 1874 werd Gregory tot lid, en in 1903 tot ridder-commandeur, in de Orde van Sint-Michaël en Sint-George benoemd.
Verschillende plaatsen werden naar hem vernoemd:
- het kiesdistrict Gregory in Queensland
- de rivier Gregory in Queensland
- het dorpje Gregory in Queensland
- de Gregory Highway in Queensland
- het dorpje Gregory in West-Australië
- Mount Augustus in West-Australië[4]
- nationaal park Gregory in het Noordelijk Territorium
- de straat Gregory Gardens in zijn geboortedorp Farnsfield in Nottinghamshire, Engeland

Er werden ook twee boomsoorten naar hem vernoemd:
- Australische baobab (Adansonia gregorii)
- Brachychiton gregorii
- Cochlospermum gregorii